# Schloss Großkötz

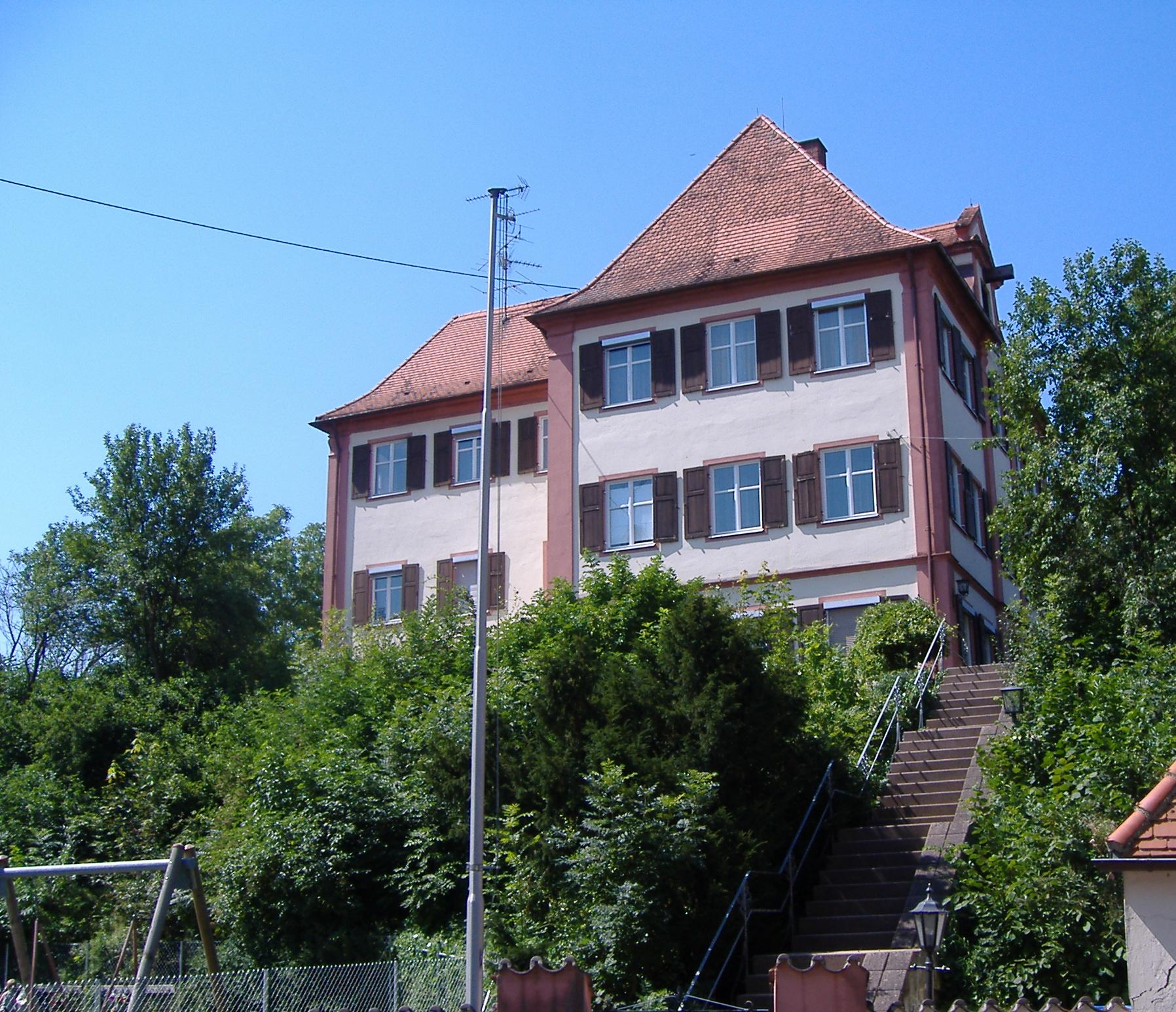
Ostseite des Schlosses

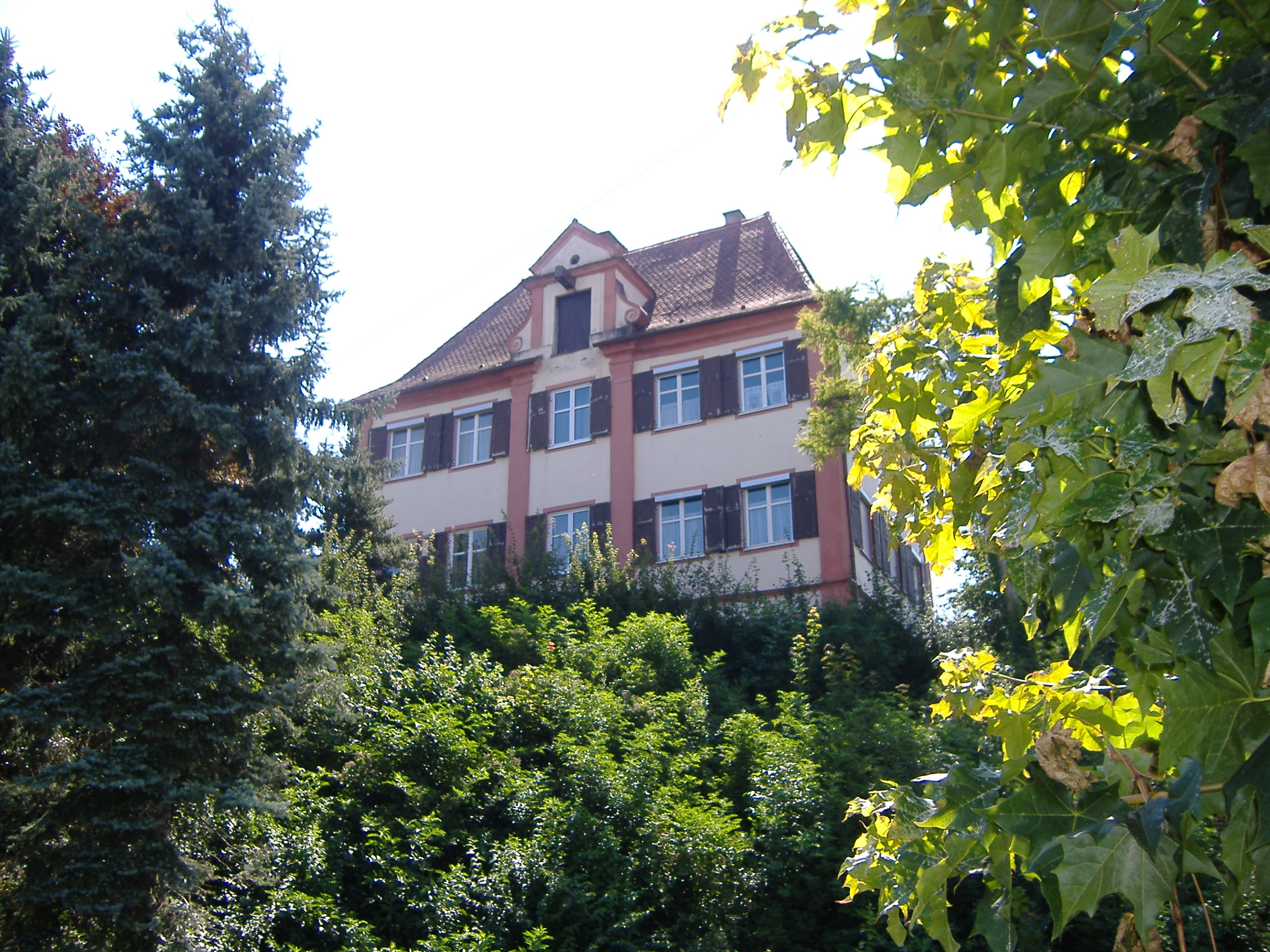
Nordseite des Schlosses

Schloss Großkötz liegt in Großkötz im Landkreis Günzburg. Die dreigeschossige Zweiflügelanlage, mit Walmdach und Pilastergliederung, liegt erhöht auf einem kleinen Berg.  

## Geschichte
Bereits im 11. Jahrhundert wird ein Hartmann de Kez erwähnt. 1312 tauschte das Kloster Neresheim seine Güter in Großkötz an das Kloster Wettenhausen. Der Besitz der Herren von Kötz ging 1408 als Lehen der Markgrafschaft Burgau an die Ulmer Patrizierfamilie Ehinger, die später als Ehinger von Balzheim in den Freiherrenstand erhoben wurden. Die Familie Ehinger behielt das Lehen bis zum Erlöschen des Geschlechtes 1743. Das heutige Schloss Großkötz wurde 1760 von Joseph Dossenberger erbaut. Es diente den Wettenhausener Pröpsten als Sommerpalais. Heute ist darin das Pfarrhaus untergebracht. Das Gebäude steht unter Denkmalschutz.  